# Ria van Dijk
Maria Augustina Norberta (Ria) van Dijk (Tilburg, 24 juni 1920 – aldaar, 18 november 2021), ook genoemd Luchtbuks Ria, was een vrijgevochten Tilburgse ondernemer en kermisliefhebster die vanaf 1936 jaarlijks foto's van zichzelf schoot op diverse kermissen. Haar fotoshoots worden regelmatig geëxposeerd. Met de fotoserie is zij iconisch geworden voor de (katholieke) vrouwenemancipatie en de Tilburgse kermis in het bijzonder.

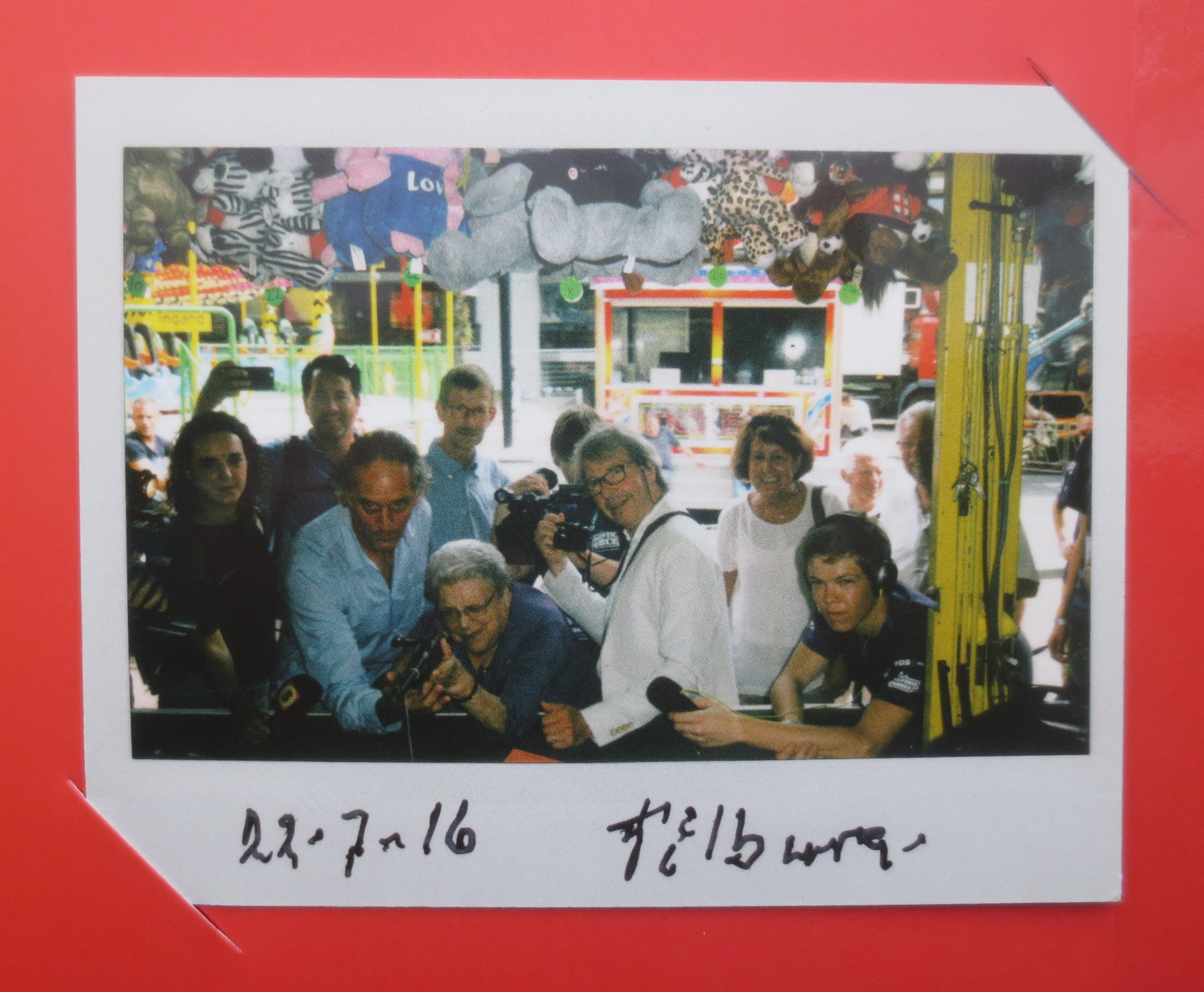
Tachtigste schietjaar 2016

## Biografie
Maria Augustina Norberta van Dijk werd geboren in de Goirkestraat in Tilburg op 24 juni 1920 als derde kind van Cornelius (Kees) van Dijk en Johanna (Cato) van Gils. Vader werkte bij de Rotterdamsche Bank Vereeniging (Robaver), moeder was actief in het lokale muziek-culturele leven. Ria van Dijk groeide op in de wijk 't Goirke. In haar tienerjaren ging ze naar kostscholen in 's-Hertogenbosch en Eeklo (B), waarna de Tweede Wereldoorlog uitbrak. Na de bevrijding doorliep Van Dijk de Mariaschool (Mulo) in de Goirkestraat. Na een paar jaar in het jeugdwerk (scouting) actief te zijn geweest ging ze in opleiding tot apothekersassistente. 
Het louter draaien van pillen gaf Van Dijk echter geen voldoening; Ria wilde met mensen omgaan. Daarop startte ze, in een gehuurd pand aan de Bosscheweg, een eigen drogisterij. In 1950 kocht ze dan een winkelpand in de (huidige) Tivolistraat. De zaak liep uitstekend: Van Dijk heeft door de jaren heen verschillende assistentes in dienst gehad en de drogisterij had klandizie uit alle lagen van de bevolking. Ria van Dijk kende haar klanten en trad voor menigeen op als vertrouwenspersoon. Ze verkocht als een van de eersten in Tilburg condooms, stiekem vanonder de toonbank.
In 1975 moest zij haar zaak sluiten vanwege toegenomen concurrentie van achtereenvolgens Cash&Carry, Kruidvat en Etos. Met tegenzin ging ze als administratief medewerker in loondienst. Een van haar hobby's die zij voortzette was het zingen in het kapelkoor van de zusters van de Visitatie in de Bisschop Zwijsenstraat. Ze bleef ook allerlei maatschappelijk werk verrichten, zonder daarvoor diploma's te hebben.
Van Dijk woonde samen met een vrouw, bleef haar leven lang ongehuwd en had geen kinderen. Voor dat laatste gaf ze eens de volgende verklaring: "Sommige mensen doen aan seks, ik schiet." Desondanks was ze een echt familiemens, getuige de vele liedjes en gedichten die ze schreef voor verjaardagen en partijen, al vanaf 1940.
In 2003 verhuisde Ria van Dijk naar woonzorgcentrum Het Laar in Tilburg Zuid, waar meer gepensioneerde ondernemers heen gingen. Van Dijk: "Veel ondernemers onder elkaar. We kijken wat breder tegen het leven aan, merk ik. Je moet durven en open staan voor andere mensen, anders red je het niet als ondernemer." Vanuit haar kamer in het verzorgingscentrum had Van Dijk uitkijk op evenemententerrein Het Laar, waar jaarlijks het kermisdorp met de vele kermiswagens neerstrijkt.

## Foto schieten
Op 16-jarige leeftijd besloot Ria van Dijk op de Tilburgse kermis een foto te schieten. Een meisje dat een geweer in de hand nam was bijzonder in het vooroorlogse Nederland. Schieten had Ria geleerd van haar vader en haar oudere broer Jan; eerst de afwijking van het geweer bepalen, daarna het doel treffen. In de jaren die volgden ontstond een ritueel: elk jaar opnieuw (met uitzondering van de oorlog) schoot zij een foto bij de schiettent en bewaarde deze goed. Na de oorlog kwam de polaroid, een selfie avant la lettre, die als trofee mee naar huis ging. Ria schoot ook op kermissen buiten Tilburg; als ze ergens een schiettent zag moest ze er naar toe.
Onbedoeld ontstond zo een fotoreeks die iets vertelt over ouder worden, veranderende mode en verandering in de fotografie. In de foto's van Ria van Dijk verglijdt het tijdsbeeld: Van de kortgeknipte jongens en kuise meisjes van de jaren dertig, via de vetkuiven van de jaren zestig naar de mode van de jaren tachtig tot en met de eerste twee decennia van de 21e eeuw. Constante factor was Van Dijk zelf, die in haar verschijning natuurlijk ook met de tijd meeging, maar de schiethouding bleef gelijk.

## Expositie
In 2006 werden haar foto's -ontdekt door Joep Eijkens en opgepakt door Erik Kessels- voor het eerst publiek getoond, als onderdeel van een tentoonstelling over de Tilburgse Kermis (Een eeuw vermaak in beeld). In 2008 kwamen haar kiekjes in een boek te staan (60 jaar schieten op de kermis), dat in 2016 werd heruitgegeven, ter gelegenheid van haar tachtigste schietjaar, aangevuld met de toen meest recente foto's. Via het internet gingen de foto's wereldwijd. In 2009 werd de serie aangekocht door het Stedelijk Museum in Amsterdam. Er volgden fototentoonstellingen in Duitsland, Frankrijk en Engeland (Shoot!). In 2013 werd (een deel van) de collectie getoond in het Van Abbemuseum in Eindhoven en in 2016 opnieuw te Tilburg in filmhuis Cinecitta (Luchtbuks Ria).
De kogel waarmee Ria van Dijk in 2019 de roos raakte wordt bewaard in de Jaozeetie, het rariteitenkabinet van Stadsmuseum Tilburg.
Op 24 juni 2020, haar honderdste verjaardag, kwam een schiettent speciaal naar Van Dijk toe in de tuin van het woonzorgcentrum. Ondanks de coronacrisis lukte het Van Dijk dat jaar nog twee keer de roos te raken: in juli op de Tilburgse kermis, die in afgeslankte vorm toch doorgang vond en in november toen zij geportretteerd werd in het SBS6-programma 100 jaar jong van zanger Gordon.
In 2021 schoot Van Dijk de roos voor de laatste maal. Ook verscheen dat jaar een kinderboek geïnspireerd op haar persoon getiteld Oma Luchtbuks, geschreven door Barbara Scholten. Van Dijk overleed 18 november 2021 aan een longontsteking. Ze is in besloten kring gecremeerd. In 2024 werd haar persoonlijk archief overgedragen aan het Regionaal Archief Tilburg.